# 点蝇亚科
点蝇亚科（学名：Azeliinae）隶属于双翅目蝇科的一个亚科。

## 特征

### 卵
家蝇型，大部分孵出褶仅稍微凸起。

### 幼虫
三态，偶有两态；三龄幼虫口杆发达，兼性或专性捕食；常在哺乳动物等粪中或腐殖土中滋生；后气门常高出后表面，气门裂通常直或短直，呈放射状排列或略平行。

### 成虫
雄蝇额较雌蝇额为窄，雄蝇上眶鬃常可多达3～4对，其中常具前倾上眶鬃，通常具有间额鬃。口器瘦长的、高寒栖生种类常吸食花蜜或花粉，不少种则喜食哺乳动物分泌物，即所谓逐汗蝇，具亲畜性。

## 分类
本亚科目前可以分为2族20属：
- 点蝇族 Azeliini   
  - Australophyra
  - 点蝇属 Azelia
  - 胡蝇属 Drymeia
  - 毛胸蝇属 Huckettomyia
  - 齿股蝇属 Hydrotaea
  - 巨黑蝇属 Megophyra
  - Micropotamia
  - Neohydrotaea
  - 河蝇属 Potamia
  - Pseudoptilolepis
  - 毛基蝇属 Thricops
- 邻家蝇族 Reinwardtiini 
  - Callainireinwardtia
  - Chaetagenia
  - 腐蝇属 Muscina
  - 雀蝇属 Passeromyia
  - Philornis
  - Psilochaeta
  - 邻家蝇属 Reinwardtia
  - 综蝇属 Synthesiomyia
- 未分类
  - Fraserella